# Хайнц, Анатоль
Анатоль Хайнц (9 февраля 1898, Санкт-Петербург — 23 февраля 1975, Берум) — норвежский палеонтолог русского происхождения.

## Биография
Он родился в Петрограде в семье геофизика Евгения Альфредовича Хайнца (1869–1918) и Ольги Федоровны Гофман (1871–1958). В семье было ещё 2 старших ребёнка. В 1919 году семья бежала в Норвегию. Он учился в Норвежской национальной академии ремёсел и художественной индустрии с 1919 по 1920 год и в Королевском университете Фредерика с 1920 года, где в 1928 году окончил факультет палеонтологии. Затем его наняли куратором Палеонтологического музея Тёйена. В 1932 году Анатоль получил степень доктора философии за диссертацию «Структура Динихтиса. Вклад в наши знания об Arthrodira». Как исследователь он был вдохновлен Йоханом Киером и специализировался на древних рыбах, проводя палеонтологические экспедиции на Шпицберген. В 1939 году он опубликовал Cephalaspida from Downtonian of Norway о цефаласпидидах, раскопанных в Рингерике. В 1940 году он был назначен профессором Университета Осло и директором Палеонтологического музея.
В 1940 году Норвегия была оккупирована нацистской Германией. Открытые протесты последовали, когда нацистские власти собирались изменить правила приёма в университет осенью 1943 года. В отместку гестапо арестовало 11 сотрудников, 60 студентов и 10 студенток. В концлагерь Грини были отправлены преподаватели Йоханнес Анденес, Бьёрн Фойн, Йохан Кристиан Шрайнер, Эйлив Скард, Харальд К. Шельдеруп, Одд Хассель, Рагнар Фриш, Карл Якоб Арнхольм, Эндре Бернер и Анатоль Хайнц. Хайнц находился в заключении в Бретвете с 15 октября по 22 ноября, затем в Берге до 8 декабря, затем в Грини до 24 декабря 1944 года. Находясь в Грини, Хайнц читал многочисленные научно-популярные лекции для других заключённых.
После войны он занял должности профессора и директора, которые занимал до выхода на пенсию в 1966 году. Он также был председателем Norsk Geologisk Forening (Норвежской геологической ассоциации) с 1945 по 1946 год, а также соучредителем и первым председателем Norske naturhistoriske museers landsforbund (Национальной ассоциации норвежских музеев естественной истории) с 1938 по 1949 и с 1958 по 1961 год. Он также был членом Норвежской академии наук и литературы и почётным членом Лондонского геологического общества.
С 1928 года женат на Марии Сольнордаль (1901–1991). Их дочь Наташа Хайнц стала известным палеонтологом. Анатоль Хайнц умер в феврале 1975 года в Беруме.